# Rijksbeschermd gezicht Valkenburg

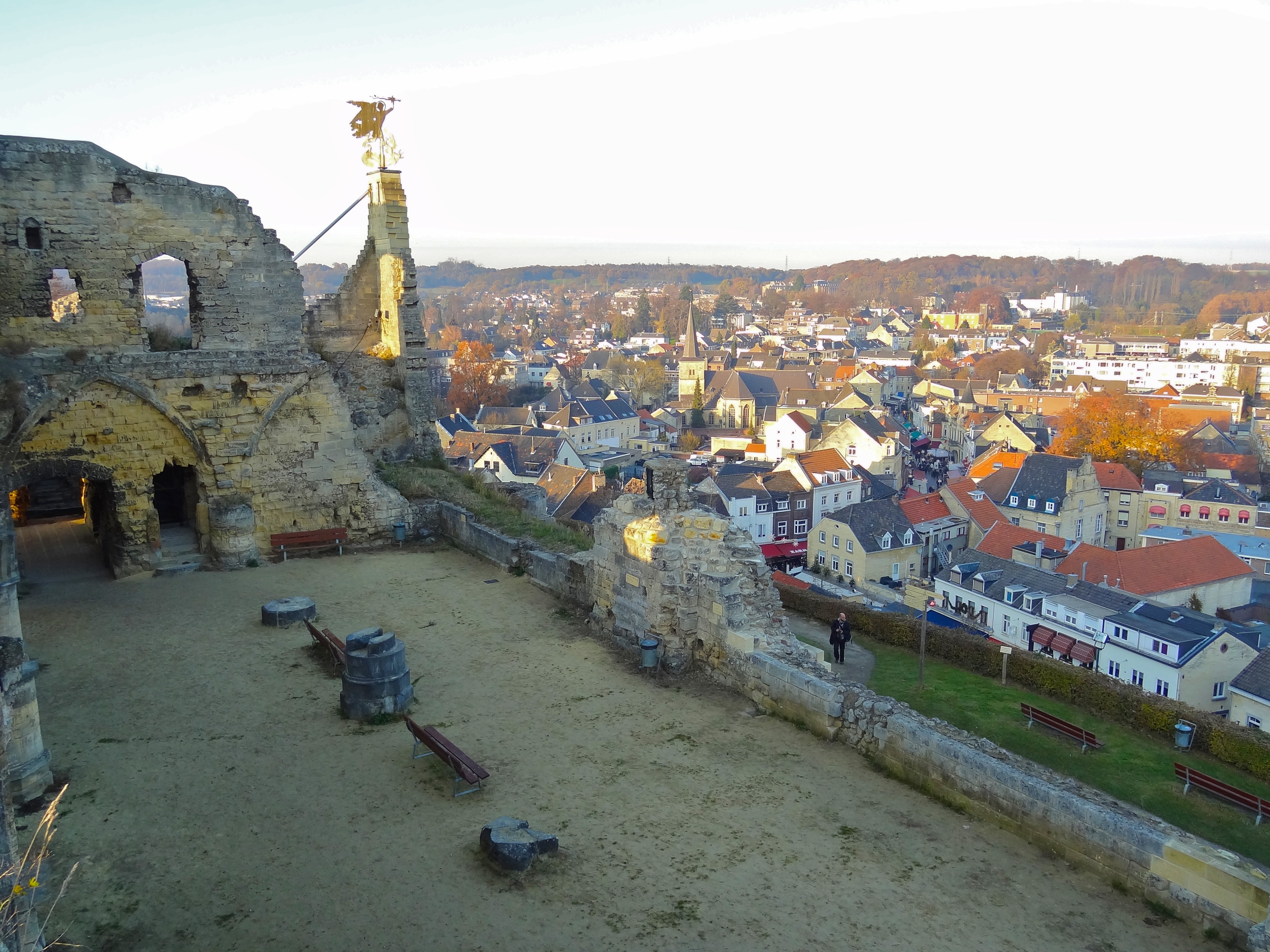
Kasteel en stad Valkenburg

Het rijksbeschermd gezicht Valkenburg is een van rijkswege beschermd stadsgezicht in Valkenburg in de Nederlands-Limburgse gemeente Valkenburg aan de Geul.

## Beschrijving gebied
Het beschermde gebied bestaat uit kasteel Valkenburg, de stadswallen en een aantal straten in het historische stadscentrum van Valkenburg.
Valkenburg ontleent zijn naam en zijn ontstaan aan het kasteel, dat tegen het eind van de 11e eeuw is gesticht op het noordelijk deel van de Heunsberg. Na een groot aantal belegeringen, verwoestingen en herbouwcampagnes, werd het complex in 1672 voorgoed door de Staatse troepen verwoest, maar bleef als burchtruïne bewaard. De burgerlijke nederzetting ontstond aan de voet van de heuvel, langs een oude weg, die van de Cauberg over het Grendelplein liep en daarna waarschijnlijk het tracee van de Kerkstraat en de Steenstraat volgde. Na de verwoesting van de woonkern en het kasteel in 1329, bouwde men de nederzetting op als een versterkt stadje met een op het kasteel afgestemde ommuring. De Geul werd hierbij naar het noorden verlegd, terwijl de Grotestraat de nieuwe hoofdstraat werd. De stadsmuur liep in het noorden langs de verlegde Geul; uit de verdedigingstoren op de noordwesthoek ontstond in de 17e eeuw het Huis Den Halder. Van de westelijke stadsmuur zijn nog delen bewaard gebleven, evenals twee stadspoorten, de Grendelpoort en de Berkelpoort. De derde poort, de Geulpoort, is in 2014 geheel herbouwd.
Buiten de Geulpoort ontstond aan het eind van de middeleeuwen op het zogenaamde "Geuleiland" de wijk Sint Pieter. Aan de noordkant werd deze buurt begrensd door de Molentak van de Geul, waaraan twee watermolens lagen, die beide bewaard zijn gebleven: de Oude of Banmolen en de Franse Molen. Andere belangrijke gebouwen in het stadscentrum zijn het Spaans Leenhof (1661), het huis De Guasco (ca. 1700), hotel L'Empereur (17e-eeuwse kern) en een groot aantal oude gevels, opgetrokken uit lokale mergel.
Ondanks de vernieuwingen, die Valkenburg als gevolg van het massatoerisme in de jaren 1960 en 1970 onderging, heeft het stadsbeeld in het beschreven gebied nog veel van het oude karakter behouden. Dit geldt in het algemeen voor het stratenpatroon en de schaal en materiaalgebruik van de bebouwing.

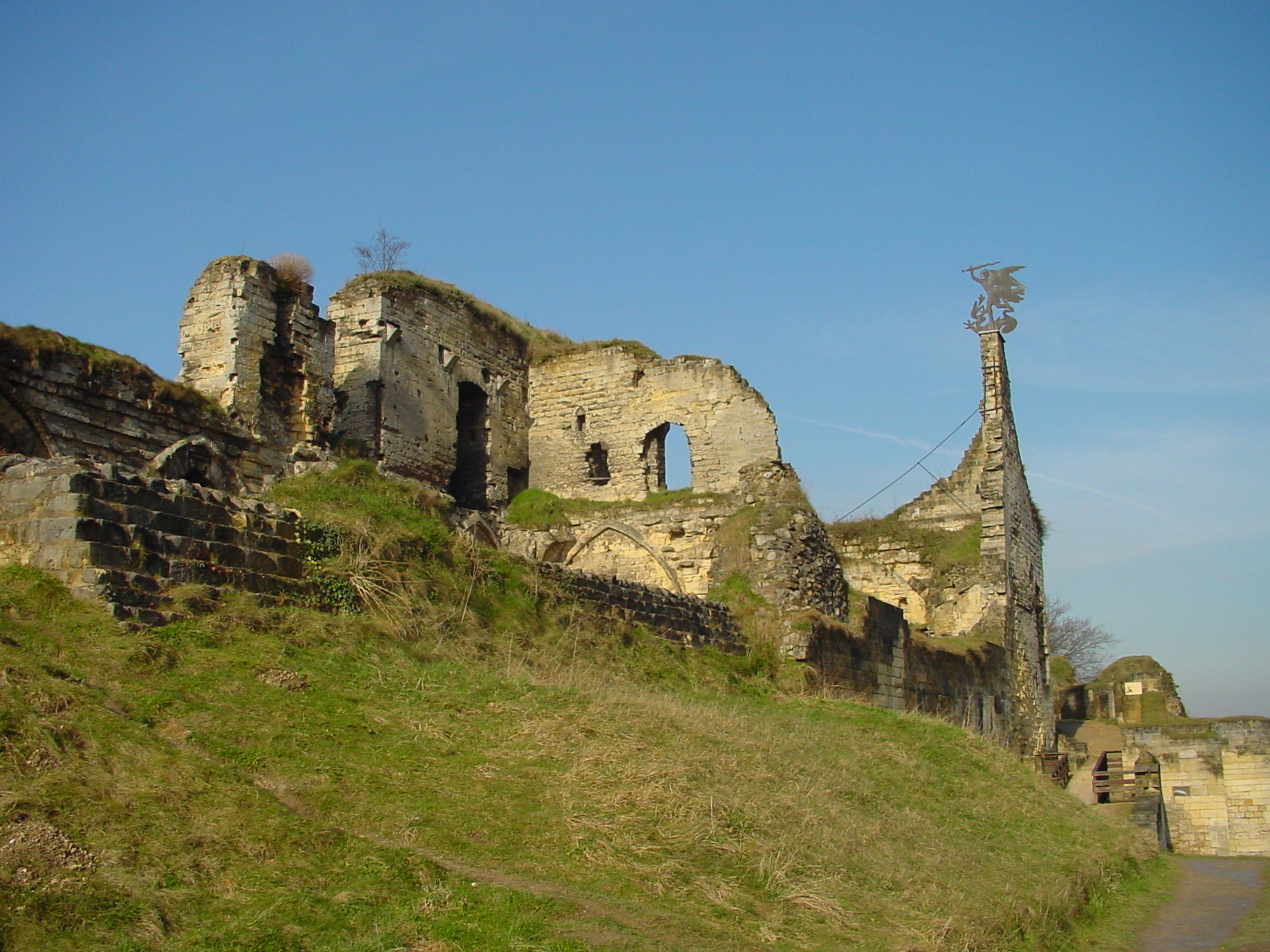
Kasteel Valkenburg
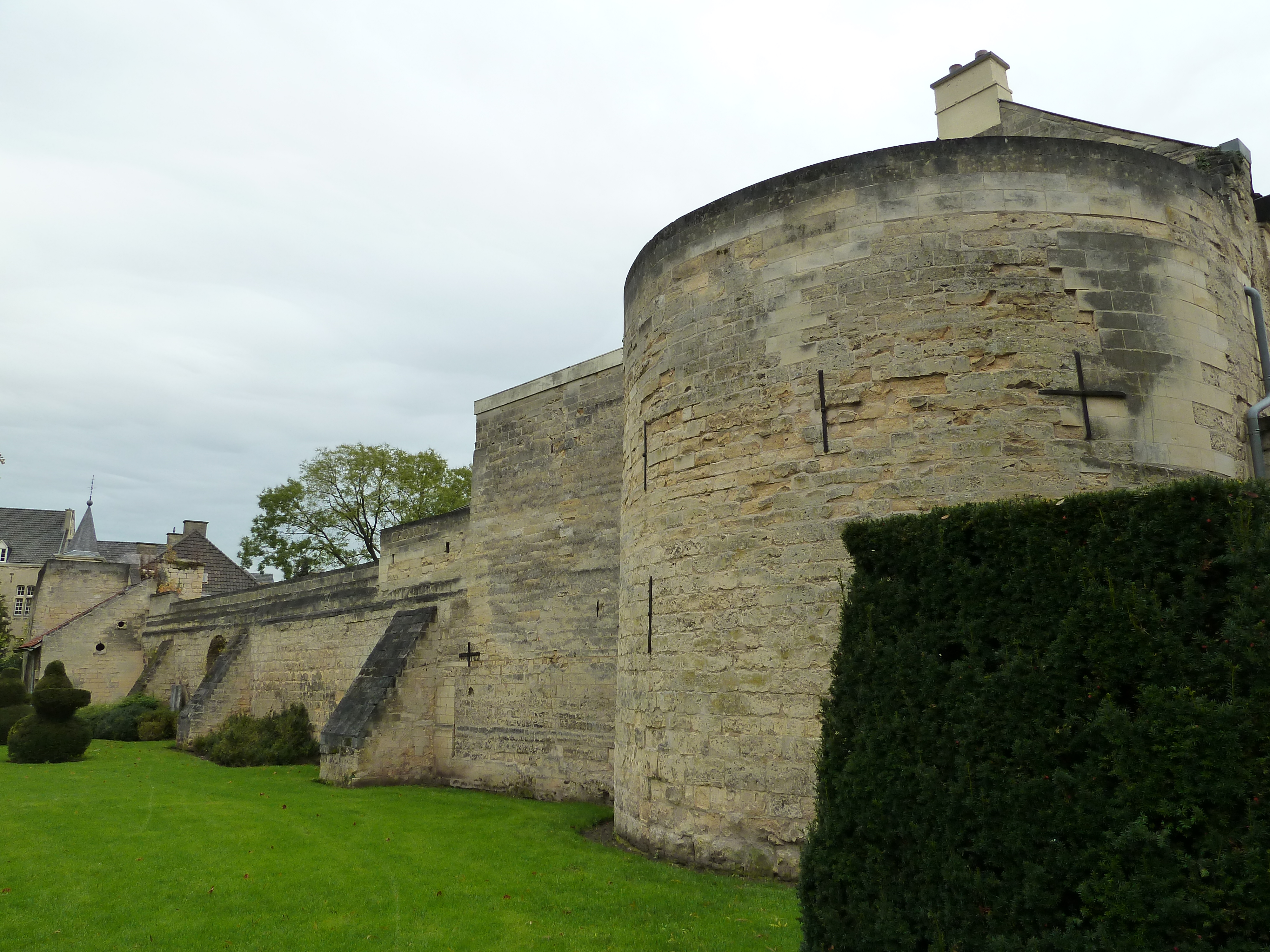
Stadsmuur
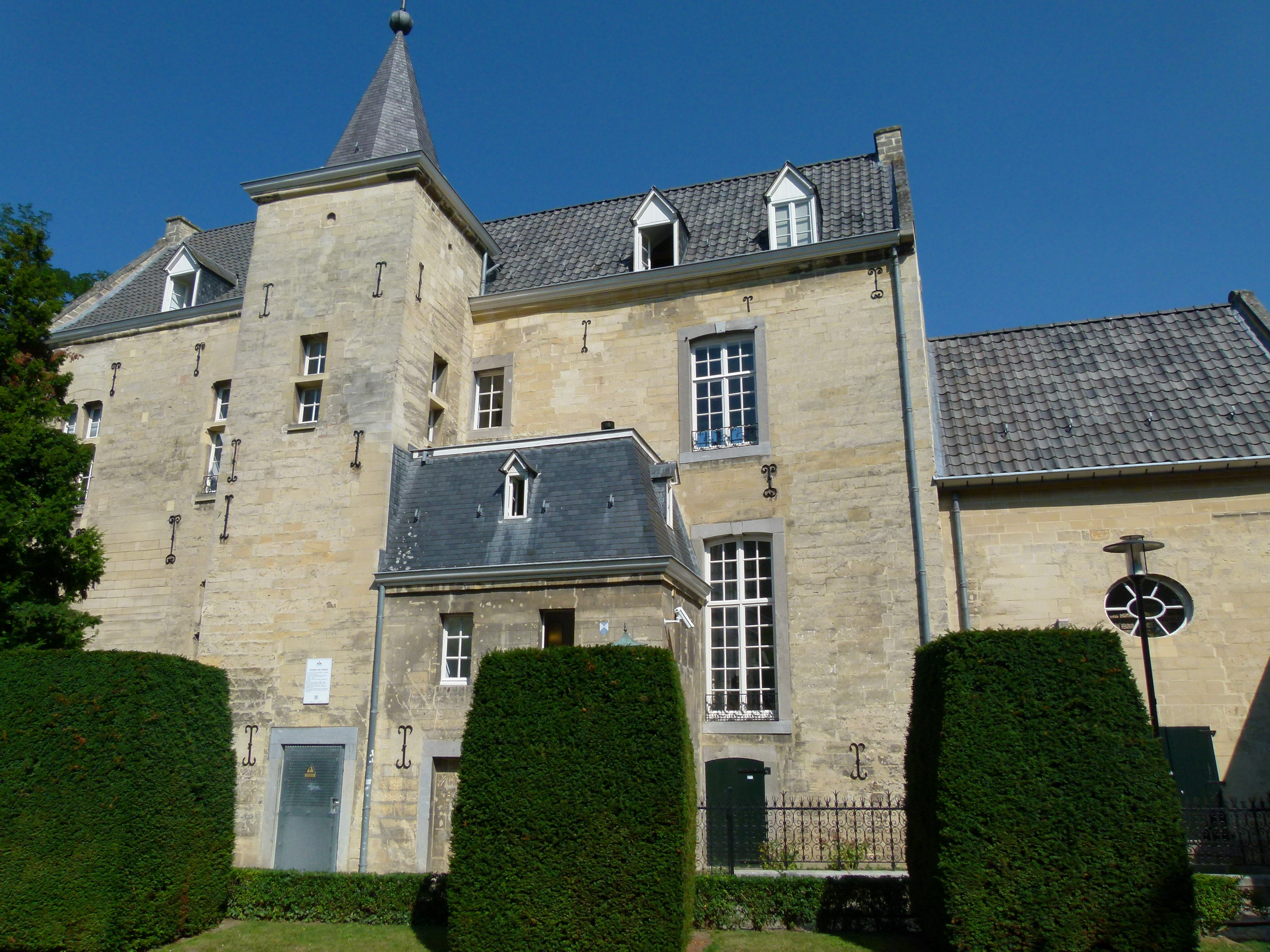
Kasteel Den Halder
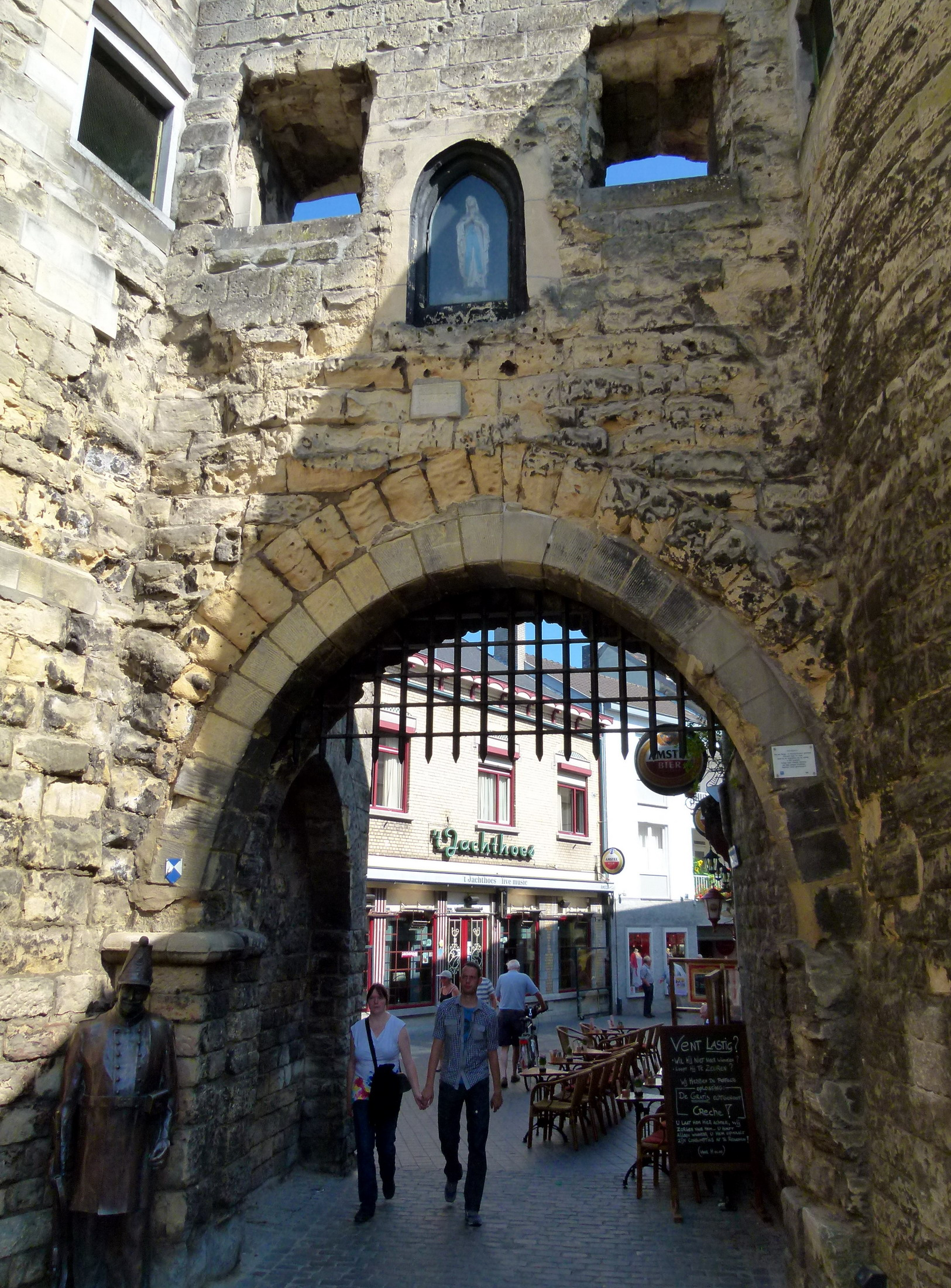
Grendelpoort
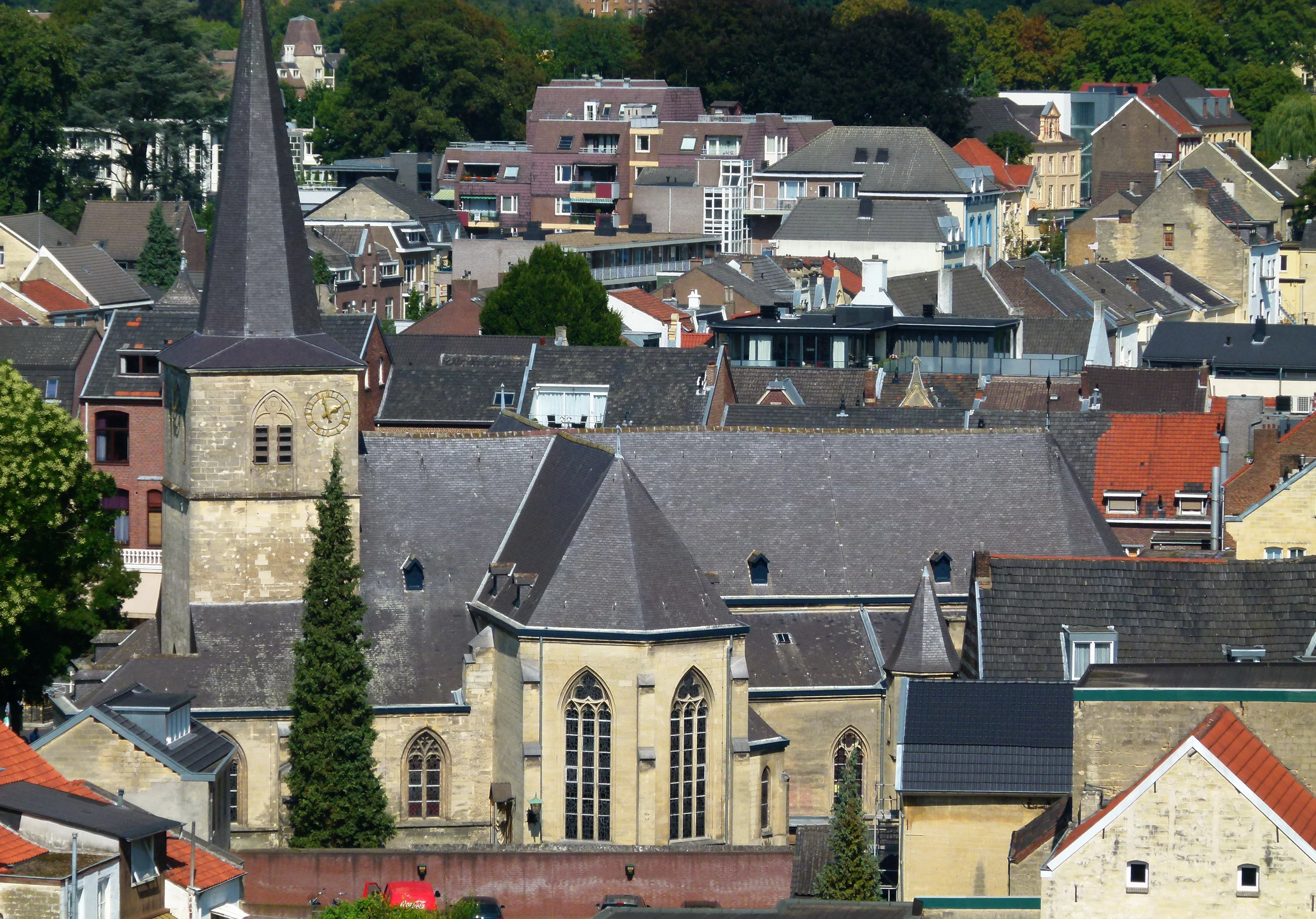
Uitzicht op kerk
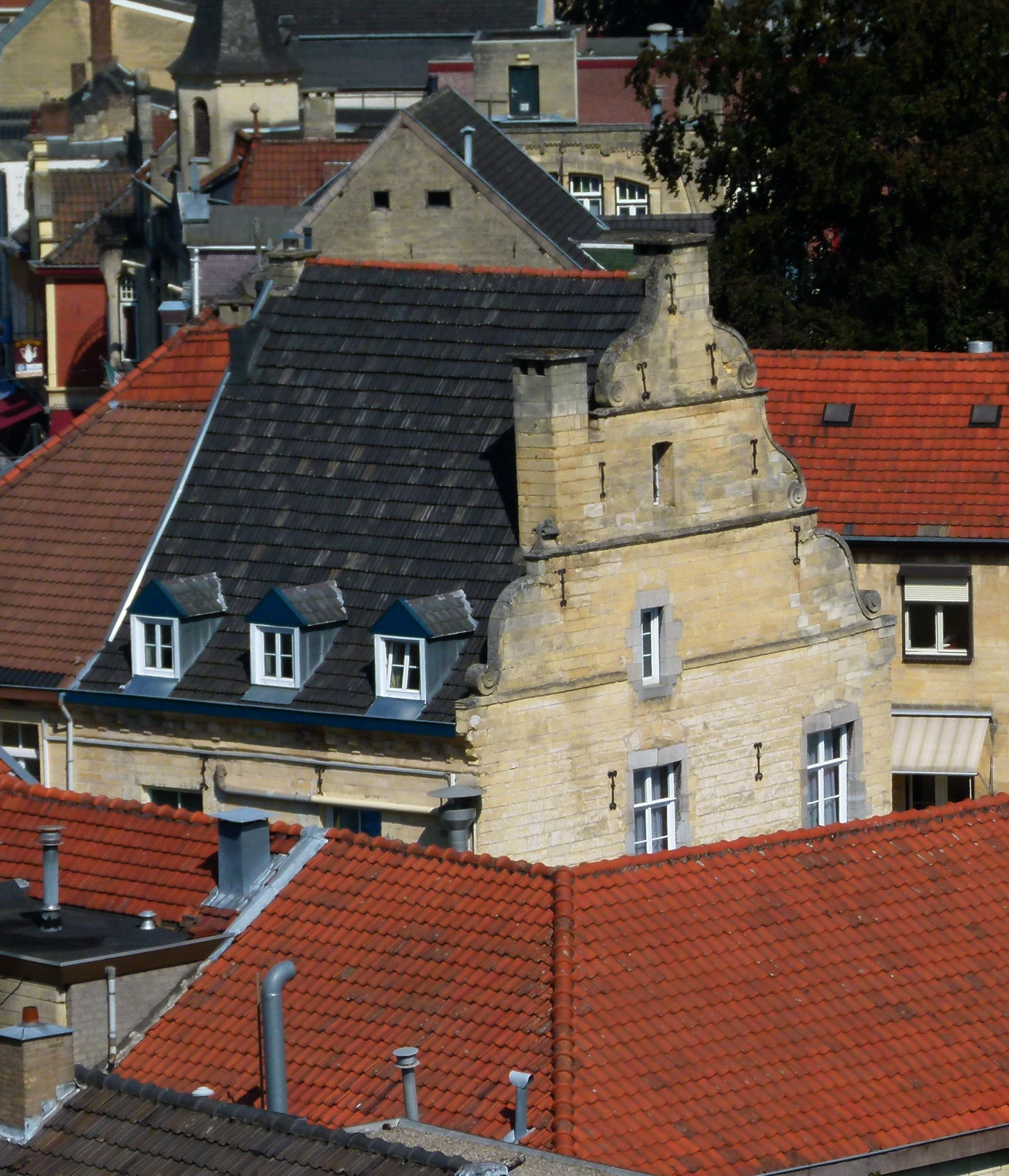
Huis De Guasco
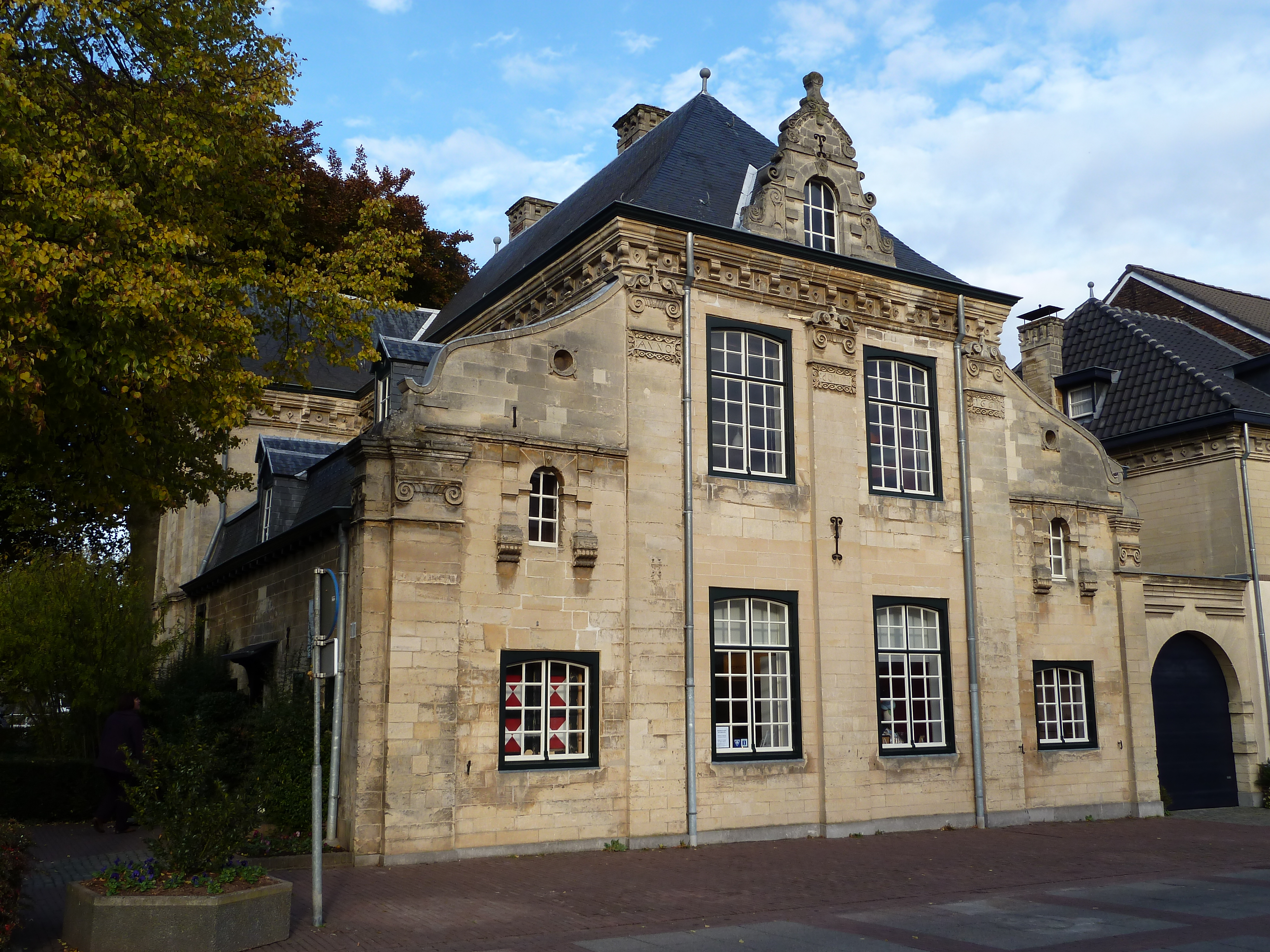
Spaans Leenhof
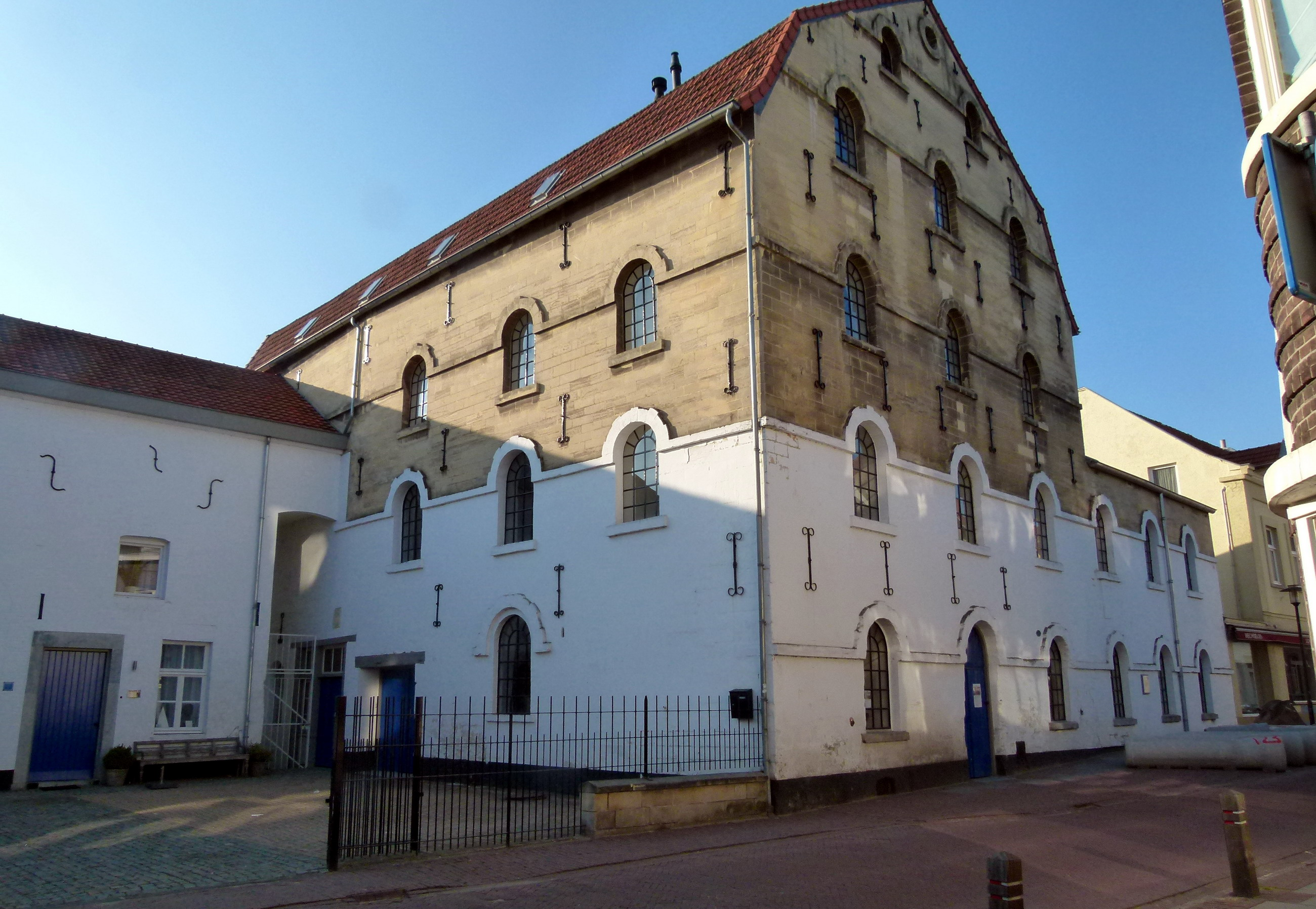
Banmolen

## Aanwijzing tot rijksbeschermd gezicht
De procedure voor aanwijzing werd gestart op 27 december 1966. Het gebied werd op 11 juni 1970 definitief aangewezen. Het beschermd gezicht beslaat een oppervlakte van 7,4 hectare.
Panden die binnen een beschermd gezicht vallen krijgen niet automatisch de status van beschermd monument, alhoewel een vijftiental panden in het gebied die status wel hebben. Wel zal de gemeente het bestemmingsplan aanpassen om nieuwe ontwikkelingen in het gebied te reguleren. De gezichtsbescherming richt zich op de stedenbouwkundige en cultuurhistorische waardering van een gebied en wil het toekomstig functioneren daarvan veiligstellen.
Het rijksbeschermd gezicht Valkenburg is een van de drie beschermde stads- en dorpsgezichten in de gemeente Valkenburg aan de Geul.